# Zerdazas
Zerdazas là một đô thị thuộc tỉnh Skikda, Algérie. Dân số thời điểm năm 2002 là 12.258 người.